# Campionati mondiali di snowboard 2013
I Campionati mondiali di snowboard 2013, 10ª edizione della manifestazione organizzati dalla Federazione internazionale sci e snowboard, si sono tenuti tra Stoneham e Québec, in Canada, dal 17 al 27 gennaio 2013.

## Programma
| Giorno          | Stoneham                        | Québec                   |
| --------------- | ------------------------------- | ------------------------ |
| 17 gennaio 2013 | Slopestyle - Qualificazioni     |                          |
| 18 gennaio 2013 | Slopestyle - Finale             | Big Air - Qualificazioni |
| 19 gennaio 2013 | Halfpipe - Qualificazioni       | Big Air - Finale         |
| 20 gennaio 2013 | Halfpipe - Finale               |                          |
| 24 gennaio 2013 | Snowboardcross - Qualificazioni |                          |
| 25 gennaio 2013 | Gigante parallelo               |                          |
| 26 gennaio 2013 | Snowboardcross - Finale         |                          |
| 27 gennaio 2013 | Slalom parallelo                |                          |

## Risultati

### Uomini

#### Slalom gigante parallelo
| Pos. | Atleta             | Nazione  |
| ---- | ------------------ | -------- |
| 1    | Benjamin Karl      | Austria  |
| 2    | Roland Fischnaller | Italia   |
| 3    | Vic Wild           | Russia   |
| 4    | Žan Košir          | Slovenia |
| 5    | Andreas Prommegger | Austria  |
| 6    | Simon Schoch       | Svizzera |
| 7    | Kaspar Flütsch     | Svizzera |
| 8    | Rok Flander        | Slovenia |
| 9    | Aaron March        | Italia   |
| 10   | Philipp Schoch     | Svizzera |

#### Slalom parallelo
| Pos. | Atleta             | Nazione     |
| ---- | ------------------ | ----------- |
| 1    | Rok Marguč         | Slovenia    |
| 2    | Justin Reiter      | Stati Uniti |
| 3    | Roland Fischnaller | Italia      |
| 4    | Andreas Prommegger | Austria     |
| 5    | Simon Schoch       | Svizzera    |
| 6    | Benjamin Karl      | Austria     |
| 7    | Kaspar Flütsch     | Svizzera    |
| 8    | Nevin Galmarini    | Svizzera    |
| 9    | Aaron March        | Italia      |
| 10   | Sylvain Dufour     | Francia     |

#### Snowboard cross
| Pos. | Atleta              | Nazione     |
| ---- | ------------------- | ----------- |
| 1    | Alex Pullin         | Australia   |
| 2    | Markus Schairer     | Austria     |
| 3    | Stian Sivertzen     | Norvegia    |
| 4    | Pierre Vaultier     | Francia     |
| 5    | Andrej Boldykov     | Russia      |
| 6    | Alessandro Hämmerle | Austria     |
| 7    | Nick Baumgartner    | Stati Uniti |
| 8    | Robert Fagan        | Canada      |
| 9    | Tony Ramoin         | Francia     |
| 10   | Anton Lindfors      | Finlandia   |

#### Halfpipe
| Pos. | Atleta             | Nazione   | Punteggio |
| ---- | ------------------ | --------- | --------- |
| 1    | Jurij Podladčikov  | Svizzera  | 94,25     |
| 2    | Taku Hiraoka       | Giappone  | 93,75     |
| 3    | Markus Malin       | Finlandia | 86,75     |
| 4    | Christian Haller   | Svizzera  | 85,75     |
| 5    | Ryō Aono           | Giappone  | 85,50     |
| 6    | Scotty James       | Australia | 79,00     |
| 7    | Nathan Johnstone   | Australia | 76,75     |
| 8    | Peetu Piiroinen    | Finlandia | 75,00     |
| 9    | Ilkka-Eemeli Laari | Finlandia | 61,25     |
| 10   | Brad Martin        | Canada    | 59,50     |

#### Slopestyle
| Pos. | Atleta                  | Nazione     | Punteggio |
| ---- | ----------------------- | ----------- | --------- |
| 1    | Roope Tonteri           | Finlandia   | 93,75     |
| 2    | Mark McMorris           | Canada      | 92,50     |
| 3    | Janne Korpi             | Finlandia   | 90,75     |
| 4    | Billy Morgan            | Regno Unito | 85,25     |
| 5    | Clemens Schattschneider | Austria     | 84,50     |
| 6    | Robby Balharry          | Canada      | 77,75     |
| 7    | Ryan Stassel            | Stati Uniti | 74,25     |
| 8    | Adrian Krainer          | Austria     | 71,50     |
| 9    | Petja Piiroinen         | Finlandia   | 71,00     |
| 10   | Matts Kulisek           | Canada      | 67,50     |

#### Big air
| Pos. | Atleta          | Nazione   | Punteggio |
| ---- | --------------- | --------- | --------- |
| 1    | Roope Tonteri   | Finlandia | 188,50    |
| 2    | Niklas Mattsson | Svezia    | 177,75    |
| 3    | Seppe Smits     | Belgio    | 149,50    |
| 4    | Aleksej Sobolev | Russia    | 139,75    |
| 5    | Michael Roy     | Canada    | 129,00    |
| 6    | Mark McMorris   | Canada    | 126,50    |
| 7    | Tor Lundström   | Svezia    | 104,50    |
| 8    | Petja Piiroinen | Finlandia | 102,50    |
| 9    | Martin Mikyska  | Rep. Ceca | 99,25     |
| 10   | Jan Nečas       | Rep. Ceca | 72,25     |

### Donne

#### Slalom gigante parallelo
| Pos. | Atleta               | Nazione  |
| ---- | -------------------- | -------- |
| 1    | Isabella Laböck      | Germania |
| 2    | Julia Dujmovits      | Austria  |
| 3    | Amelie Kober         | Germania |
| 4    | Katrine-Hilde Engeli | Norvegia |
| 5    | Alëna Zavarzina      | Russia   |
| 6    | Svetlana Boldykova   | Russia   |
| 7    | Tomoka Takeuchi      | Giappone |
| 8    | Patrizia Kummer      | Svizzera |
| 9    | Claudia Riegler      | Austria  |
| 10   | Marion Kreiner       | Austria  |

#### Slalom parallelo
| Pos. | Atleta               | Nazione  |
| ---- | -------------------- | -------- |
| 1    | Ekaterina Tudegeševa | Russia   |
| 2    | Patrizia Kummer      | Svizzera |
| 3    | Amelie Kober         | Germania |
| 4    | Katrine-Hilde Engeli | Norvegia |
| 5    | Marion Kreiner       | Austria  |
| 6    | Isabella Laböck      | Germania |
| 7    | Natal'ja Soboleva    | Russia   |
| 8    | Tomoka Takeuchi      | Giappone |
| 9    | Alëna Zavarzina      | Russia   |
| 10   | Julia Dujmovits      | Austria  |

#### Snowboard cross
| Pos. | Atleta            | Nazione     |
| ---- | ----------------- | ----------- |
| 1    | Maëlle Ricker     | Canada      |
| 2    | Dominique Maltais | Canada      |
| 3    | Helene Olafsen    | Norvegia    |
| 4    | Chloé Trespeuch   | Francia     |
| 5    | Michela Moioli    | Italia      |
| 6    | Raffaella Brutto  | Italia      |
| 7    | Eva Samková       | Rep. Ceca   |
| 8    | Maria Ramberger   | Austria     |
| 9    | Susanne Moll      | Austria     |
| 10   | Zoe Gillings      | Regno Unito |

#### Halfpipe
| Pos. | Atleta              | Nazione     | Punteggio |
| ---- | ------------------- | ----------- | --------- |
| 1    | Arielle Gold        | Stati Uniti | 79,00     |
| 2    | Holly Crawford      | Australia   | 77,25     |
| 3    | Sophie Rodriguez    | Francia     | 72,50     |
| 4    | Kaitlyn Farrington  | Stati Uniti | 70,25     |
| 5    | Queralt Castellet   | Spagna      | 58,75     |
| 6    | Li Shuang           | Cina        | 54,00     |
| 7    | Mirabelle Thovex    | Francia     | 67,75     |
| 8    | Sun Zhifeng         | Cina        | 64,75     |
| 9    | Serena Shaw         | Stati Uniti | 46,50     |
| 10   | Alexandra Duckworth | Canada      | 20,00     |

#### Slopestyle
| Pos. | Atleta          | Nazione       | Punteggio |
| ---- | --------------- | ------------- | --------- |
| 1    | Spencer O'Brien | Canada        | 93,25     |
| 2    | Sina Candrian   | Svizzera      | 81,50     |
| 3    | Torah Bright    | Australia     | 77,50     |
| 4    | Merika Enne     | Finlandia     | 59,50     |
| 5    | Ty Walker       | Stati Uniti   | 30,75     |
| 6    | Jenny Jones     | Regno Unito   | 20,50     |
| 7    | Isabel Derungs  | Svizzera      | 80,00     |
| 7    | Shelly Gotlieb  | Nuova Zelanda | 80,00     |
| 9    | Jessika Jenson  | Stati Uniti   | 77,00     |
| 10   | Katie Ormerod   | Regno Unito   | 66,66     |

## Medagliere
| Pos.   | Paese       | Oro | Argento | Bronzo | Totale |
| ------ | ----------- | --- | ------- | ------ | ------ |
| 1      | Canada      | 2   | 2       | 0      | 4      |
| 2      | Finlandia   | 2   | 0       | 2      | 4      |
| 3      | Austria     | 1   | 2       | 0      | 3      |
| 3      | Svizzera    | 1   | 2       | 0      | 3      |
| 5      | Australia   | 1   | 1       | 1      | 3      |
| 6      | Stati Uniti | 1   | 1       | 0      | 2      |
| 7      | Germania    | 1   | 0       | 2      | 3      |
| 8      | Russia      | 1   | 0       | 1      | 2      |
| 9      | Slovenia    | 1   | 0       | 0      | 1      |
| 10     | Italia      | 0   | 1       | 1      | 2      |
| 11     | Giappone    | 0   | 1       | 0      | 1      |
| 11     | Svezia      | 0   | 1       | 0      | 1      |
| 13     | Norvegia    | 0   | 0       | 2      | 2      |
| 14     | Belgio      | 0   | 0       | 1      | 1      |
| 14     | Francia     | 0   | 0       | 1      | 1      |
| Totale | Totale      | 11  | 11      | 11     | 33     |